# Доброрадных, Павел Георгиевич
Павел Георгиевич Доброрадных (6 июля 1922 года, д. Ченское, Тульская губерния, РСФСР — 15 июля 1989 года, Киров, РСФСР) — советский партийный и государственный деятель, первый секретарь Кировского областного промышленного комитета КПСС (1963—1964).

## Биография
В 1945 г. окончил Московский институт инженеров гражданского воздушного флота имени К. Э. Циолковского, был слушателем вечернего Института марксизма-ленинизма при Кировском городском комитете ВКП(б) — КПСС. Член ВКП(б) с 1947 г.
- 1945—1947 гг. — инженер-конструктор завода имени И. И. Лепсе (Киров)
- 1947—1949 гг. — первый секретарь[чего?],
- 1949—1950 гг. — заведующий промышленно-транспортным отделом Ждановского районного комитета ВКП(б) (Киров)
- 1950—1954 гг. — секретарь, второй секретарь Кировского областного комитета ВЛКСМ,
- 1954—1959 гг. — заместитель заведующего отделом партийных органов Кировского областного комитета КПСС,
- секретарь комитета КПСС завода имени И. И. Лепсе, заведующий отделом оборонной промышленности Кировского областного комитета КПСС,
- 1959—1963 гг. — первый секретарь Кировского городского комитета КПСС,
- 1963—1964 гг. — первый секретарь Кировского промышленного областного комитета КПСС,
- 1964—1968 гг. — второй секретарь Кировского областного комитета КПСС
- 1968—1983 гг. — заместитель председателя исполнительного комитета Кировского областного Совета

С 1983 г. на пенсии.

## Награды и звания
Награждён двумя орденами Трудового Красного Знамени, двумя орденами «Знак Почёта».